# Devika Partiman
Devika Partiman (1988) is een Nederlands sociaal activiste. Ze richtte in 2017 de stichting Stem op een Vrouw op, die zich inzet om meer vrouwen in politieke functies te krijgen. Sinds de oprichting was zij voorzitter en vanaf 1 januari 2023 is zij directeur van deze stichting.

## Achtergrond en activisme
Devika Partiman groeide op in Heerhugowaard en heeft een Surinaamse vader. Ze liep stage bij Grote Prijs van Nederland en voltooide in 2014 haar opleiding Media en Entertainment Management aan de Hogeschool Inholland. Ze werkte onder andere voor het IDFA, het voormalige Magneet Festival en de Utrecht Popprijs. Partiman is bestuurslid van Nederland Wordt Beter. Deze stichting richt zich op voorlichting en onderwijs over het Nederlandse koloniale verleden. Partiman is een van de 45 millennials die lid zijn van de Nieuw Amsterdam Raad, een initiatief van Pakhuis de Zwijger om jonge mensen meer mee te laten praten over politiek. Tevens is Partiman ambassadeur van Atria, kennisinstituut voor emancipatie en vrouwengeschiedenis.
In 2016 hield Partiman een protestactie tegen het boerkini-verbod dat in Frankrijk was ingesteld. Hoewel zij zegt geen fan te zijn van de boerkini, vindt zij niet dat een verbod daarop een oplossing is.
Tijdens een vakantie in Suriname in 2016 zag Partiman in een museum een twintig jaar oude folder liggen met de titel 'Stem op een vrouw'. De folder was door Surinaamse vrouwenorganisaties opgesteld om meer vrouwen in De Nationale Assemblée (het parlement) te stemmen. Bij terugkomst richtte ze met een groepje vrijwilligers Stem op een Vrouw op. In oktober 2018 gaf Partiman een lezing voor TEDxVienna, getiteld 'Changing Politics, One Vote at a Time', waarin ze vertelde wat de stichting doet en hoe kiezers met hun stem meer invloed kunnen uitoefenen.
Partiman was in 2019 lid van de Kandidatencommissie van GroenLinks voor de Stadsdeelcommissie van Amsterdam Oost. In 2022 sprak Partiman op de demonstratie voor abortus-recht op de Dam in Amsterdam.
In 2020 droeg Partiman bij aan het boek Wij zijn Angela, over Angela Merkel, die van 2005 tot 2021 bondskanselier van Duitsland was, en over vrouwelijke rolmodellen in de politiek en het politieke klimaat in Europa en daarbuiten. In 2024 wijdde Eva Jinek een hoofdstuk aan Partiman in haar boek Droom Groot No.2. Elk hoofdstuk gaat over iemand die Jinek bewondert, vanwege de uitdagingen die ze hebben overwonnen en die ze volgens haar hebben "omgezet in kracht". In oktober 2024 bracht Partiman een boek uit met dezelfde naam als de door haar opgerichte stichting. In Stem op een vrouw beschrijft ze de geschiedenis van de vrouwenemancipatie in de politiek en reageert ze op de weerstand die deze beweging nog altijd teweeg brengt. 

## Nominatie en onderscheiding
In 2017 stond Partiman in de Viva400, de door het tijdschrift Viva opgestelde lijst van de 400 meest succesvolle jonge vrouwen in Nederland. Ze was genomineerd in de categorie 'Wereldverbeteraars'.
Op 7 maart 2019 ontving Partiman de eerste Ribbius Peletier-penning, een onderscheiding die door de provincie Noord-Holland wordt uitgereikt aan 'een vrouw die zich verdienstelijk heeft gemaakt voor de positie van vrouwen in de Noord-Hollandse politiek'.
Van 2019 tot en met 2023 wordt de onderscheiding jaarlijks uitgereikt in het kader van 100 jaar Vrouwenkiesrecht in Nederland. De onderscheiding is vernoemd naar Liesbeth Ribbius Peletier.